# Parafia św. Filipa Neri w Kąkolewnicy
Parafia św. Świętego Filipa Neri w Kąkolewnicy – parafia rzymskokatolicka w Kąkolewnicy.
Obecny kościół parafialny został wybudowany w 1870 roku, staraniem ks. Juliana Perzanowskiego.
Od 6 sierpnia 2015 roku proboszczem parafii jest ks. kan. mgr Janusz Sałaj.

## Zasięg parafii
- Kąkolewnica Południowa (761-4 km)
- Kąkolewnica Północna (259-1 km)
- Kąkolewnica Wschodnia (586-2 km)
- Jurki (181-2 km)
- Lipniaki (268-7 km)
- Miłolas (34-3 km)
- Rudnik (725-3 km)
- Zosinowo (136-5 km)
- Żakowola Poprzeczna (209-2 km)
- Żakowola Radzyńska (279-3 km)
- Żakowola Stara (227-3 km)